# Сад расходящихся хокку
«Сад расходящихся хокку» — одна из первых интерактивных литературных игр в Рунете. Существует с 27 сентября 1997 года (первоначально в составе Журнала. Ру, далее на литературном портале Сетевая Словесность). Создатели: Дмитрий Манин и Роман Лейбов, дизайн — Михаил Лейпунский. Название проекта отсылает к рассказу Хорхе Луиса Борхеса «Сад расходящихся тропок».
Участникам игры предлагается дописать хокку по первой или последней строке, случайно выбранной из массива уже существующих текстов. Используются канонические правила хокку: 3 строки, количество слогов 5+7+5. В результате связи всех текстов по строкам возникает многомерный лабиринт, состоящий из бесконечно ветвящихся и пересекающихся цепочек, или тропинок Сада, по которым читатель может путешествовать, переходя по ссылкам.
По состоянию на 1 января 2022 года на сайте насчитывается более 82,3 тысяч хокку.

## Мнения
Как отмечает соредактор журнала «Хайкумена» Александр Кудряшов, «Сад расходящихся хокку» «был создан для интеллектуально-поэтических развлечений его посетителей». В то же время обозреватель журнала «Компьютерра» Денис Коновальчик высоко оценивал просветительский потенциал проекта: «Если вы хотите приобщиться к тайнам японской поэзии всерьез — ступайте прямиком в „Сад расходящихся хокку“».
По мнению критика Михаила Визеля, «„Сад расходящихся хокку“ — наиболее удачная из всех существующих сетевых литературных игр. В ней игра и творчество достигли точки равновесия».
Немецкая исследовательница Энрике Шмидт называет «Сад расходящихся хокку» «наиболее оригинальной, а также наиболее практической формой заклинаемого со всех сторон гипертекста, чьи основные особенности — незавершённость, интертекстовость и интерактивность — могут быть здесь идеально реализованы».

## Адрес
- Сад расходящихся хокку